# Helldorado
Helldorado är ett musikalbum av W.A.S.P., utgivet i maj 1999.

## Låtförteckning
1. Drive By
2. Helldorado
3. Don't Cry (Just Suck)
4. Damnation Angels
5. Dirty Balls
6. High on the Flames
7. Cocaine Cowboys
8. Can't Die Tonight
9. Saturday Night Cockfight
10. Hot Rods to Hell (Helldorado Reprise)